# Ślęcin
Ślęcin – wieś w Polsce położona w województwie świętokrzyskim, w powiecie jędrzejowskim, w gminie Nagłowice. Leży przy drodze krajowej nr 78.
| SIMC    | Nazwa      | Rodzaj     |
| ------- | ---------- | ---------- |
| 0254999 | Podworskie | przysiółek |

W dobie Sejmu Wielkiego Ślęcin należał do powiatu lelowskiego.
W latach 1975–1998 miejscowość administracyjnie należała do województwa kieleckiego.

## Zabytki
Zespół dworski z początku XX w., dwór oraz park z sadem, wpisany do rejestru zabytków nieruchomych (nr rej.: A.125/1-3 z 7.07.1977).